# 天台屋
天台屋是建於大廈的天台之上的建築物，常見於大韓民國、香港、台灣的舊式低樓層集合住宅，見證了昔日住屋供應緊張的狀況。在香港，大多數的天台屋都是非法興建，而且都在政府清拆的行列裡。不過，到現在仍然有不少草根階層的市民仍在天台屋居住。這些住客有部份是業主，以較市價為低的價錢購入單位，亦有部份人士只是租客。天台屋不論是售價或租金都較其他樓層為低，一方面有可能因為它們是非法，但另一方面，夏日的炎熱和冬天的寒冷亦使其他可以負擔較佳質素樓宇的人作其他選擇。
安全問題亦是天台屋的一大問題。在2006年平安夜晚上八時，在土瓜灣就一所天台屋由於天氣乾燥及滅火設備不足而使火災迅速惡化。
此類搭建物的業主很多時都會封掉大廈樓梯通往天台的入口，將其變成僭建天台屋的門口，如遇火災的話居民可能會逃生無門。部分天台屋多已建成數十年，樓宇折舊，物業管理不良，常有漏水、蟲鼠甚至有住戶在走火通道（即大廈樓梯）焚燒香燭冥鏹（俗稱燒衣紙）等問題，走火通道放滿三不管的雜物。
2011年中，新界丁屋以致眾多香港立法局議員及香港特區高官的僭建天台玻璃屋問題備受關注，不過，假如真要拿那些「僭建物」與存在已久的、甚為擁擠、衛生環境惡劣的「鐵皮天台屋」比較的話，玻璃屋的居住環境和安全程度應該算是高出很多了。
由於香港經濟貧富懸殊，直到現在，仍然有不少貧困人士居住在天台屋裡，而這帮人與其他居住於籠屋或街上的貧民合共100,000人（香港社區組織協會數字）。

## 租務管制的實施
實施分間單位租務管制的《業主與租客（綜合）條例》第IVA部已於2022年1月22日開始生效。一般而言，規管範圍涵蓋不同類型的分間單位，包括板間房、床位、太空艙、閣樓、籠屋、天台屋和平台屋等。 差餉物業估價署負責條例的執行工作。政府已委託非政府機構設立6支區域服務隊，協助差餉物業估價署在地區層面推廣新法例，提高公眾對新規管制度的認識和處理一般查詢等。政府亦委託一間非政府機構，設立及管理「劏房」租務管制資訊平台 (網址: www.sdu-info.org.hk （页面存档备份，存于）)，以分享分間單位租務管制的資訊作宣傳及教育用途。

## 參见
- 套房
- 板套房
- 車房屋（Garage apartment）
- 貧民區/徙置區/寮屋區
- 2011年香港僭建風波
- 屋塔房王世子：朝鲜语「屋塔房」即天台屋